# Bastkulltjärnen (Nordmarks socken, Värmland)
Bastkulltjärnen är en sjö i Filipstads kommun i Värmland och ingår i Göta älvs huvudavrinningsområde.